# Sale Sharks
Sale Sharks és un equip professional de rugbi a 15 anglès, amb base a la ciutat de Sale, al Gran Manchester, que participa en la Lliga anglesa de rugbi a 15. El club disputa els seus partits a Sale, a l'estadi Edgeley Park.

## Palmarès
- Guinness Premiership :
  - Campió: 2006 (1)
- European Callenge Cup: 
  - Campió: 2002 i 2005 (2)

## Jugadors emblemàtics
- Sébastien Chabal
- Oriol Ripol
- Charlie Hodgson
- Richard Wigglesworth